# Championnats d'Europe d'escalade 2006
Navigation
Édition précédente Édition suivante
Les Championnats d'Europe d'escalade 2006 se sont tenus à Iekaterinbourg (Russie), du 29 au 3 juillet 2006, pour les compétitions de Difficulté et Vitesse, et à Birmingham, (Royaume-Uni), du 16 au 18 mars 2007, pour les compétitions de Bloc.

## Podiums

### Hommes
| Épreuves   | Or                          | Argent                     | Bronze                       |
| ---------- | --------------------------- | -------------------------- | ---------------------------- |
| Difficulté | Autriche David Lama         | Suisse Cédric Lachat       | Russie Dmitry Sharafutdinov  |
| Bloc       | Autriche David Lama         | Finlande Nalle Hukkataival | Tchéquie Tomáš Mrázek        |
| Vitesse    | Russie Evgeny Vaytsekhovsky | Russie Sergueï Sinitsyne   | Russie Alexander Peshekhonov |

### Femmes
| Épreuves   | Or                     | Argent                  | Bronze                  |
| ---------- | ---------------------- | ----------------------- | ----------------------- |
| Difficulté | France Charlotte Durif | France Sandrine Levet   | Slovénie Maja Vidmar    |
| Bloc       | France Juliette Danion | Ukraine Olga Shalagina  | Ukraine Olga Bezhko     |
| Vitesse    | Russie Anna Stenkovaya | Russie Ksenia Alekseeva | Russie Valentina Yurina |